# Celeste (film 1916)
Celeste è un cortometraggio muto del 1916 diretto da Walter V. Coyle (come Walter Coyle).

## Produzione
Il film fu prodotto dalla Biograph Company.

## Distribuzione
Distribuito dalla General Film Company, il film - un cortometraggio in due bobine - uscì nelle sale cinematografiche statunitensi il 25 aprile 1916.
Non si conoscono copie ancora esistenti della pellicola che viene considerata presumibilmente perduta.